# Nikolaus Heinrich Julius
Nikolaus Heinrich Julius (* 3. Oktober 1783 in Altona; † 20. August 1862 in Hamburg, auch Nicolaus Heinrich Julius) war ein deutscher Arzt. Er reformierte das Gefängniswesen in Preußen und wirkte als Schriftsteller.

## Leben

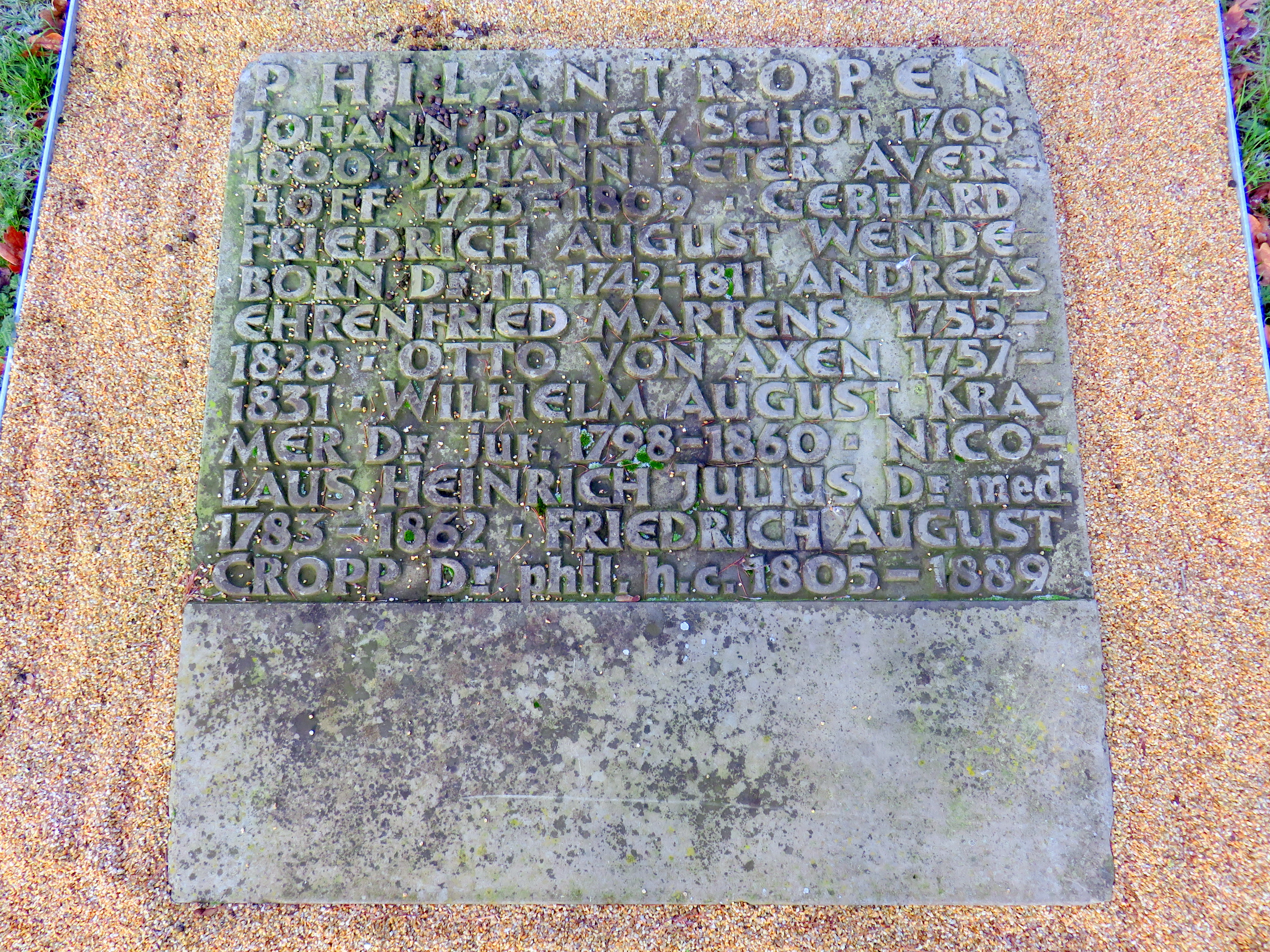
„Nikolaus Heinrich Julius Dr. med.“, Sammelgrab Philantropen,
Friedhof Ohlsdorf

Nikolaus Heinrich Julius war Sohn von Isaak und Esther Julius, geborene Heymann. Er besuchte das Gymnasium zum Grauen Kloster in Berlin, bevor er in Heidelberg sein Medizinstudium begann. Julius wurde am 11. Februar 1809 in Würzburg promoviert.
Er ließ sich katholisch taufen und zog nach Hamburg, wo er ab 1813 in der Hanseatischen Legion an den Befreiungskriegen teilnahm. Ab 1815 wirkte er dort wieder als Arzt, bevor er 1828 nach Berlin zog.
1834 reiste er nach Amerika, 1836 zog er zurück nach Hamburg. Vier Jahre später zog er wieder nach Berlin, wo er die Gefängnisreformen durchführte, bevor er sich 1849 in Hamburg zur Ruhe setzte und sich von da ab nur noch als Schriftsteller betätigte. Dort starb er dann 13 Jahre später auch.

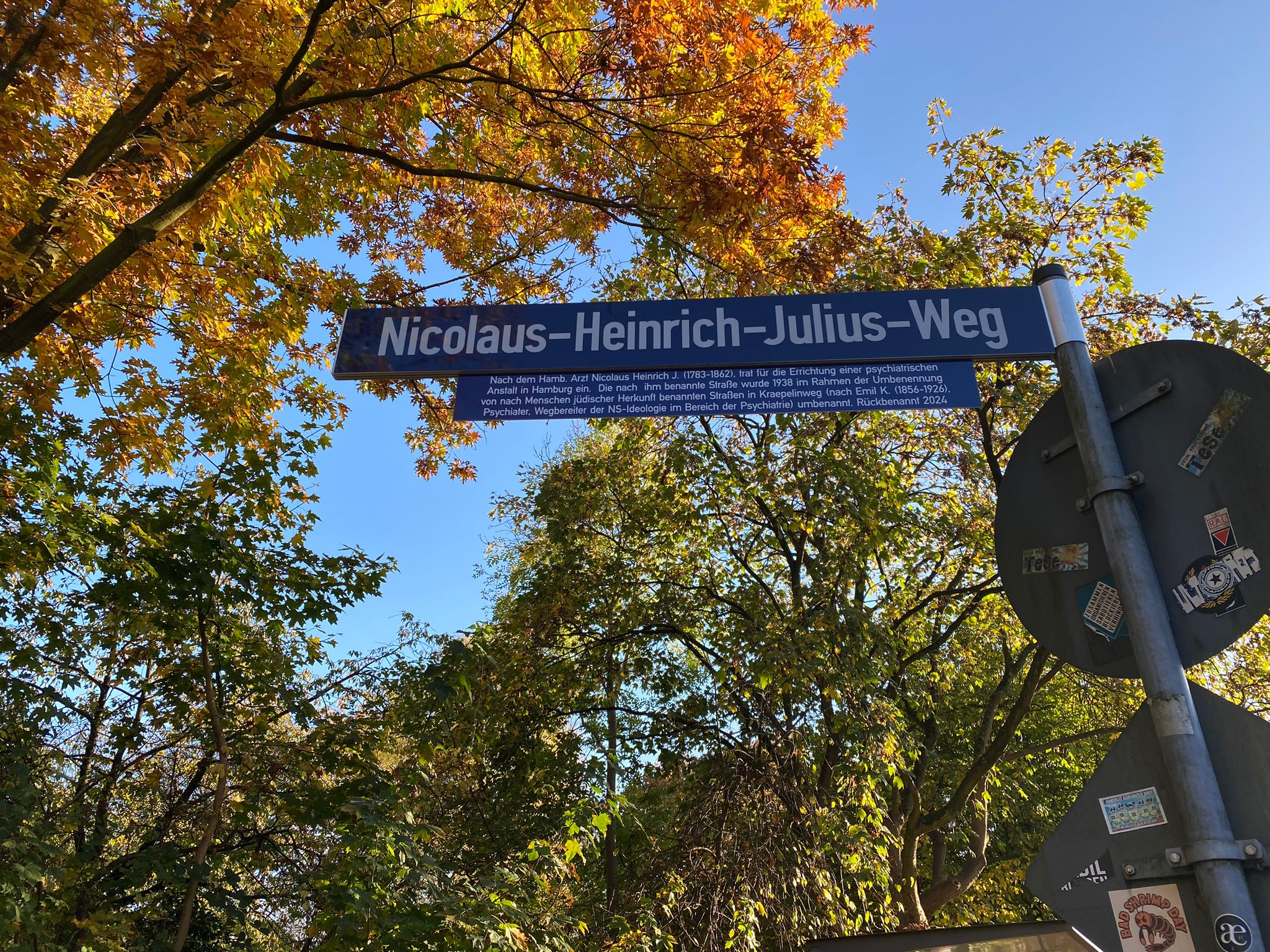
Straßenschild mit Hinweisen

Julius gilt, neben Carl Joseph Anton Mittermaier, als Begründer der Gefängniswissenschaft. Auf dem Ohlsdorfer Friedhof wird auf der Sammelgrabplatte „Philantropen“ des Althamburgischen Gedächtnisfriedhofs unter anderem an Nikolaus Heinrich Julius erinnert.
Seine Stammbücher (Freundschaftsalbum) mit Einträgen aus den Jahren 1802 bis 1810 bzw. 1813 bis 1836 sind in der Staats- und Universitätsbibliothek Hamburg erhalten und digitalisiert. Hier haben Persönlichkeiten wie Bettina von Arnim, Friedrich Alexander Bran oder Johann Wolfgang von Goethe Eintragungen hinterlassen.
Bis 1938 war der Juliusweg im Hamburger Stadtteil Barmbek-Süd nach dem Mediziner benannt. Aufgrund seiner jüdischen Herkunft wurde die Straße in Kraepelinweg umbenannt und den Brüdern Emil und Karl Kraepelin gewidmet. Im Juli 2024 beschloss die Senatskommission der Freien und Hansestadt Hamburg die Rückbenennung in Nicolaus-Heinrich-Julius-Weg.